# Flundre landsfiskalsdistrikt
Flundre landsfiskalsdistrikt var 1918-1941 ett landsfiskalsdistrikt i Älvsborgs län, bildat när Sveriges indelning i landsfiskalsdistrikt trädde i kraft den 1 januari 1918, enligt beslut den 7 september 1917. Landsfiskalsdistriktet avskaffades den 1 oktober 1941 (genom kungörelsen 28 juni 1941) när Sverige fick en ny indelning av landsfiskalsdistrikt och dess område överfördes till det nybildade Flundre-Bjärke landsfiskalsdistrikt.
Landsfiskalsdistriktet låg under länsstyrelsen i Älvsborgs län.

## Ingående områden

### Från 1918
Flundre härad:
- Fors landskommun
- Fuxerna landskommun
- Rommele landskommun
- Upphärads landskommun
- Åsbräcka landskommun